# GO DA GUN
『GO DA GUN』（ゴー ダ ガン）は、片倉・M・政憲による日本の漫画作品。『月刊少年ジャンプ』（集英社）にて1997年9月号から2003年5月号まで連載された。単行本は全16巻。

## あらすじ
主人公の剛打銃は、喧嘩に明け暮れる少年。父の母校である私立狼獣高等学園に転向した銃は、入学試験で銃火器を模した格闘技・銃闘技（ガン・シュート・アーツ）を見せる。弱肉強食がモットーのこの高校で、銃は様々なものを学んでいく。

## 登場人物

### 1年狼組
数ある1年のクラスの中でも、問題児ばかり集めたクラス（ただし個性だけでなく、銃を始めとして特殊な能力を持つ生徒が多い）。
当初はまとまりがなかったが、進級試験の最中に絆を深めていく。
剛打 銃（ごうだ がん）
主人公。常に「でぃんジャラス」なことを求める熱血漢。身長177cm、体重65kg。銃闘技（ガン・シュート・アーツ）を用いて戦う。
狼獣高校に転校し、副狼番となる。（恐らく雪より強いが、女性を殴りたくないという理由で副狼番に落ち着いている）
短気な性格ですぐに手を出してしまうが、一度決めたことは貫き通す強い意志を持っている。額に銃痕が在り、普段は布で隠している。
桜花 雪（おうか ゆき）
ヒロイン。優れた動体視力の持ち主の美少女。竜拳道という格闘技で戦う。
見た目にそぐわぬ実力の持ち主で、1年生の狼番を勤める。逆十字軍に両親を囚われていたが、銃達の奮闘で再会する事が出来た。
ギャリック＝ライダー
銃が転校してきた当時の副狼番。身長190cm、体重75kg。逆十字闘技（ハングド・クロス・アーツ）を用いて戦う。
元は逆十字軍の兵士として狼獣高校に潜り込んでいたが、雪を守るため軍を裏切る。自分を「雪を守る為に戦う同志」として受け入れてくれた狼獣高校に強い友愛を抱いている。
紆余曲折を経て銃とも強い友情で結ばれるが、逆十字軍との戦いの中で命を落とす。
アリス
逆十字軍の兵士で、ギャリックの妹。逆十字軍との戦いの後、狼獣高校に転入してきた。兄の死後も彼を想う銃の姿を見て狼組として懸命に戦う様になる。
兄と同様に逆十字闘技を用いて戦う。ギャリックとは違い、関節技を得意とする。
鉄（テツ）
逆十字軍の兵士。逆十字軍との戦いの後、銃に惹かれ狼獣高校に転入してきた。
非常に体格が大きく、そのパワーと耐久力で狼組の防御の要となる。
元は「アイアンヘッド」という名前であったが、銃によって「鉄（テツ）」という名前が付けられた。
旗乃 絶斗（はたの ぜっと）
逆十字軍との戦いの後、狼獣高校に転入してきた少年。銃のかつてのクラスメイト。
元いじめられっ子で、銃に助けてもらうが、暴力が原因で銃は転校。
銃がいなくなった事で、再度暴行を受けるが、その最中に痛みを感じなくなる覚醒潜在能力に目覚め、「痛みを感じなければ怖くない」という理由からいじめる側に歪んでいく。
銃を恨み、復讐を誓っている。だが、本来は被害者の痛みを人一倍思い遣る事が出来る好漢であり、銃に青海の件を通してその場しのぎの善意の無意味さを説いた。次第に銃達と一緒に戦う様になる。
大蛇 龍牙（おろち りょうが）
逆十字軍との戦いの後、狼獣高校に転入してきた少年。
非暴力主義を主張する軽い男だが、過去には絶大なカリスマ性と関西最大の組織力を誇る「大阪の龍」と呼ばれていた。
凄まじい怪力だが、非暴力主義なのでまともに戦闘には参加しようとしない。
白狼隊メンバーを3人同時に相手をしても引けを取らないほどの実力を持つ。
PSYの冷（サイのレイ）
関東を拠点に悪さを働いていた少年。銃に敗れ、狼獣高校に転入してきた。
格闘技に長けた「PSYの力（つとむ）」と、念動力を持つ「PSYの孝（たかし）」という別人格の兄を持ち、携帯電話を使うことで入れ替わる。
後に狼組との信頼関係を築く中で、別人格が消滅・統合され、冷が超能力と格闘術を引き継いだ。
青海（あおみ）
逆十字軍との戦いの後、狼獣高校に転入してきた少年。いじめられっ子。絶斗と他のメンバーを繋げる役回りの人物。
大和聖（やまと ひじり）
逆十字軍との戦いの後、狼獣高校に転入してきた少女。大和流火拳闘技を用いて戦う。実は校長の孫娘。
ジーン＝ターゲット
逆十字軍との戦いの後、狼獣高校に転入してきた少年。覚醒潜在能力の研究者。
その正体は、狼獣高校で覚醒潜在能力のサンプルを集めるために潜入した「多重能力者研究所」のエージェント。
獣化、再生、念動力、といった複数の覚醒潜在能力を持つ。

### 2年
2年生には肩に狼をあしらった純白の制服が与えられる。
狼番は烈火刃。
烈火 刃（れっか じん）
2年生の狼番。剣牙闘技を操り、父が破れなかった銃闘技を破ることを目標としている。
2年の実力者10人で構成される白狼隊のリーダー。
剣 剣侍郎（つるぎ けんしろう）
白狼隊のNo.2。刃と同じく剣牙闘技を操る。
舞とは双子の兄妹。
剣 舞（つるぎ まい）
白狼隊のメンバー。刃、剣侍郎と同じく剣牙闘技を操る。
剣侍郎とのコンビネーション攻撃は非常に強力。
リン・ミャオ
白狼隊のメンバー。気孔を操り戦う。
可憐な見た目に反して毒舌。風でスカートがめくれても全く気にしない。
村鮫 氷炎（むらさめ ひえん）
白狼隊のメンバー。戦国殺人武術・古流村鮫骨法の使い手。
水を利用して変幻自在の攻撃を放つことができる。
水がある場所でなら氷炎1人で白狼隊メンバー5人分の戦力に匹敵すると評価されている。
また水が無い場合でも、体内の水（血、体液）を利用し浸透勁のような体術を使う。
雷門（らい もん）
白狼隊のメンバー。巨体を駆使したパワー重視の攻撃が特徴。
刃に絶対の信頼を持っており、意識がない状態でなお戦い続けるほどの気迫を持つ。
一度はそのパワーで銃の利き腕（メインアーム）を骨折させた。
轟 響（とどろき ひびき）
白狼隊のメンバー。体中の骨が鉛のような硬さと重さを持つ特異体質。
通常の攻撃ではダメージを与えるどころかあまりの硬さに逆にダメージを受けてしまう。
ただし、体の内部までダメージが貫通する銃の銃闘技や氷炎の村鮫骨法、骨の強度に左右されないアリスの関節技は天敵。
サクラ＝カグヤ
白狼隊のメンバー。体の柔軟さを駆使した攻撃が特徴。
獣のような奔放な格闘スタイルで、雪以上の柔軟な関節を持ち、アリスの関節技をものともしなかった。
コルト＝キャリバー
白狼隊のメンバー。手の長さのリーチを駆使した攻撃が特徴。
手のリーチと手数の早さで狼組を翻弄した。
鬼龍丸（きりゅうまる）
白狼隊のメンバー。裏相撲という闘技を使い、パワー攻撃を主体にしつつ、相手の力を利用し投げるといった、力押しだけでない戦い方ができる。
1年生の進級試験では、サクラとのパワー＆スピードのコンビネーションで狼組を追い詰めた。

### 3年
狼獣高校の超精鋭集団で10人しか在籍出来ないクラスで、一人一人が一騎当千の強者たちである。
制服は2年生のものと同じデザインだが、色は漆黒。
3年生は学校には在席しておらず、10人全員が世界中に武者修行に出ている。
拳花（けんか）
10人しかいない狼獣高校3年生の1人で、劇中に唯一登場した3年生。
2年の進級試験の対戦相手だが、1年生をものともしなかった白狼隊の面々を簡単にねじ伏せる、圧倒的な強さを見せつけた。

### 逆十字軍（ハングド・クロス・アーミー）
ガンマ＝ハングドクロス
最強の裏軍隊・逆十字軍の総司令の少年。
体内電流を雷のように放出する覚醒潜在能力を持ち、それを生体兵器で増幅して戦いに用いる。
キディ
ガンマの傍らにいる生意気な性格の少女。残酷な一面も持っているが、他人の苦しみを感じ取る事が出来る心根の優しい人物。
クラロス
ガンマの補佐で、軍の中でも高い権限を持つ。実はサイボーグで校長と同年代の老人であり、戦争中に彼と面識がある。
J・J・ジャッカル
強襲遊撃隊隊長で、逆十字闘技マスターと呼ばれる。
腕は義手で、逆十字闘技マスターとなった時に腕を切り落としたとされている。
弾と互角の実力を持つ。
ストライガー
ジャッカルの息子で、卑怯で残忍な性格で、手段を問わないため部下にも恐れられている。ジャッカルに腕を切り落とされた事で彼を怨んでいる。
親の七光り（と思われる）で高い地位にいるが、自身も高い実力を持つ。近代兵器に対する知識と運用技術を認められている。
後に、聖なる地獄の番犬（セントケルベロス）の1人だと判明する。だが、他のメンバーよりも戦闘能力が劣る事と上述の性格から彼らから嫌われて孤立している(シリウスからゲス呼ばわりされている)上、ガンマにも軽く扱われている。聖なる地獄の番犬の他のメンバーの登場以降は存在を完全に無視され、最後まで登場しなかった。
シリウス
軍内の上位実力者で構成される、5人から成る、聖なる地獄の番犬の1人。
逆十字軍時代のギャリックの友でありライバルだった男。そして、彼を死に追い遣った人物でもある。
逆十字闘技に独自に水を加え、威力や範囲を強化して使用する。
ワイト
聖なる地獄の番犬の1人で、白装束のような服を着た女性。
鎖やワイヤーを使って、相手を捕縛・切断する。
対象の自己治癒能力を促進する覚醒潜在能力を持つ。
ラック
聖なる地獄の番犬の1人で、黒装束のような服を着た女性。
ワイト同様、鎖やワイヤーを使って、相手を捕縛・切断する。
エグゼス
聖なる地獄の番犬の1人で、大きな体躯を持つサイボーグ。
他の4人分の実力を持つ、聖なる地獄の番犬最強の男。
巨躯からチェーンソーのような大剣を使い、圧倒的なパワーと、刃かそれ以上の速さで打ち込みを行う。

## 用語
私立狼獣高等学園（しりつろうじゅうこうとうがくえん）
太平洋の島1つをまるごと敷地とする私立高校。「弱肉強食」をモットーとし、「ケンカ自由制度」を持つ。
卒業生は世界中の軍隊などに就職する。
狼番（ろうばん）
学年を束ねるリーダーを指す言葉で、学年最強の称号。相当な実力と統率力を持った者で無ければ狼番として認められない。
1年生では雪、2年生では刃がそれぞれ務めるが、3年生は明確にされなかった。
進級試験
毎年決まった時期にストーム・アイランドという島で行われる、学年を上がるための試験。
1年生は全クラスで10人で構成される2年生の白狼隊と戦い、2年生は白狼隊が1人の3年生と戦う仕組みとなっている。
試験は三日間行われ、その間に相手側のリーダーを倒すか、所定位置の台座からリーダーを落とせばクリアとなる。
日が過ぎるほど環境が過酷となり、最終日は凄まじい嵐の中で命綱を付けて戦う。
「狼獣高の目指すものは進級試験戦の中にある」と言われ、「弱肉強食」の真の意味、純粋な強さだけではなく、クラスの結束力、心の絆が問われる。
白狼隊（はくろうたい）
2年の実力者10人で構成される、2年生の最強集団。1年生の進級試験の対戦相手を務める。
2年生の狼番は白狼隊のリーダーを兼任する。
覚醒潜在能力（セカンド・スキル）
人間が持つ潜在能力のこと。作中には様々な潜在能力を持つ人間が存在する。

## 格闘技
銃闘技（ガン・シュート・アーツ）
覚醒潜在能力・血液爆発（ブラッド・バーン）を利用した格闘技。銃器を模した技を有する。
腕の血液爆発に威力が依存しているため、体勢を気にせず放てる＝空中に居ながら攻撃できるという特徴がある。が、その反面、腕を破壊されると主要な技を使えなくなり、無力化されるという弱点がある。
作中の主な使い手は剛打銃、銃の父・剛打弾（ごうだ だん）。
銃は主にスナイパーポジション（遠距離）、アサルトポジション（中距離）、ガンマンポジション（近距離）の構えを距離ごとに使い分ける。
44マグナム
銃の必殺技。
利き手（メインアーム）をリボルバーの撃鉄を上げるように構える「ハンマーコック」という体制から
血流操作により、筋肉の伸縮と急速な活性化を利用して驚異的なスピードで拳を放つ「絶対破壊攻撃（アブソリュート・ブレイク・シュート）」。
最大6連射が可能（フルブレット・44リボルバーマグナム）で、6発分の威力を込めた1発（44ジャイロジェットマグナム）を放つこともできる。
ダメージが体を貫通するので相手の防御を無視することができるが、予備動作による隙が大きいため見切られやすく、連発すると回転酔いや血液循環不全によるブラックアウトを起こすという欠点がある。
後に銃は左手で牽制攻撃を行うことにより、上記の欠点を若干克服した。
肩から肘のみで血液爆発を行い肘を撃ちつける、即興で編み出した至近距離用の「SR（ショートレンジ）リボルバーマグナム」
殺意を込める事で撃つ事ができる、マグナムの強化弾「44マグナムキャノン」
銃闘技究極最終奥義「完全破壊（パーフェクトブレイク）44マグナム」等の亜種がある。
連携射撃ショットガン・エアシュート
拳と蹴り技のコンビネーション攻撃。
フィニッシュに44マグナムを組み込んだ「撃殺連携（ファイナルエアシュート）ショットガンマグナムフレシェット」も存在する。
突攻射撃ガン・ダイヴァー
アサルトポジションから跳躍力を利用して放つ突撃技。
この突撃を上乗せした44マグナムとの合わせ技「超絶破壊攻撃（スーパー・ブレイク・シュート）ギャリック・マグナム」も存在する。
高速射撃クイック・ドロウ
高速の全方位攻撃。ガンマンポジションから両手で撃つタイプや、状況に応じて片手で撃つタイプが存在。銃は防御などにも用いた。
遠距離射撃ガン・ブレット
スナイパーポジションから拳の衝撃を飛ばす遠距離用の技。
勢いを利用して体を回転させながらの連射（ガン・ブレット・バーストリボルバー）も可能。
竜拳道（りゅうけんどう）
踊るような素早い動きが特徴。技の名前のほとんどが龍の名称となっている。
作中の主な使い手は桜花雪。
竜身体（ドラゴン・ダンス）
踊るような動きで敵の動きを避ける技。
雪は優れた動体視力により、聖の放つ炎爆波の炎もかわした。
翔竜砕破（ワイバーン）
踊るような動きから繰り出される蹴り技から掌底のコンビネーション攻撃。
逆十字闘技（ハングド・クロス・アーツ）
逆十字軍が操る軍隊格闘技。作中の主な使い手はギャリック、ジャッカル、ガンマ、シリウス。
足に劣る腕は不要という理念の元、蹴りを主体に真空の刃や竜巻を起こす技を得意とする格闘術。
様々な格闘技・流派から技や術を奪い、これを参考・吸収しており、使用者によっても多様な差異がある。
ソニックブレード
足を高速で振り、かまいたちを放つ技。
ソニックトルネード
ソニックブレードを2つ重ね「真空逆十字（ソニックハングドクロス）」作り、それを蹴り抜く事で竜巻を放つ広範囲攻撃。
ソニックトルネードと44マグナムのコンビネーション技（44トルネードマグナム）も使った。
後に銃も進級試験の最中に、限定的な状況ではあるが、同技、及び蹴りの代わりにマグナムで撃ち出す「バーントルネード」使用している。
逆十字闘技（ハングド・クロス・アーツ）関節技（サブミッション）
逆十字闘技の中でも関節技を主体とした派生流派のひとつ。応用性と柔軟性に富み、筋肉や骨の強度に関係無く関節技を決められる。
主な使い手はアリス。
サブミッションスペシャル
相手の関節を十字にへし折る関節技。
ダブルアームブレイクツイスター
広げた相手の両手に上から被さり、捻るように両腕をへし折る関節技。
剣牙闘技（けんがとうぎ）
手刀で真空の刃を操る格闘技。作中の主な使い手は刃、剣侍郎、舞。
その切れ味は凄まじく、実剣と刃を交えることすら可能。
かつて刃の父が銃闘技に挑んで敗れている（相手は銃の父、弾と思われる）。
剣牙鷹翔斬
「ソニックブレード」に類似した技。手刀でかまいたちを放つ。
騎斬剣（きざんけん）
剣牙闘技の基本技の1つ。手刀に気を纏って対象を斬る技。
基本技ではあるが、剣侍郎や舞ほどの使い手ならば「ソニックトルネード」を両断するほどの威力がある。
絶刀（ぜっとう）
44マグナムと同じく、相手の体を貫通するダメージを与える剣牙闘技の絶対破壊攻撃。
手刀を突きにして放つ。
より極めた技に、最強の一撃により相手の攻撃を跳ね除けるほどの突きを放つ、剣牙一刀の極意で「絶刀」さえも上回る剣牙闘技の究極奥義「真絶刀」が存在する。
演舞陣（えんぶじん）
剣牙円舞陣（けんがえんぶじん）
流れるような動きで、いくつも分身したように見せ、相手を囲むように円の動きで幻惑し一斉に手刀を振り下ろす。
派生技に剣侍朗と舞の「剣牙演舞陣・影」が存在する。
剣牙龍斬大刀（けんがりゅうざんたち）
両手を手刀にして巨大な気の刃を振り下ろす技。
曰く、火の位とされる上段の構えから繰り出される、剣牙闘技最強の姿。
大和流火拳闘技（やまとりゅう かけんとうぎ）
摩擦熱による炎を利用した格闘技。相手への連打を重ねたり、地面に拳を重ねることで炎を放つ。
作中の主な使い手は大和聖。
炎爆波（えんばくは）
大和流火拳闘技の奥義。地面との摩擦熱によって巨大な爆炎を放つ。
爆炎烈風波（ばくえんれっぷうは）
炎爆波の応用技。急降下した際の着地時に両手を地面に重ねて広範囲の爆炎を放つ。
戦国殺人武術・古流村鮫骨法（せんごくさつじんぶじゅつ こりゅうむらさめこっぽう）
掌打で水を自在に操る格闘技。周りの水だけでなく、人間の体内に流れる血液すら攻撃に利用することができる。
活水掌・無敵裂波（かっすいしょう むてきれっぱ）
掌打により足元の水を弾けさせ、広範囲に水の衝撃波を放つ技。
活水掌・抜水刀（かっすいしょう ばっすいとう）
掌打により、水の刀を形成して相手に振り下ろす技。
活水掌・水裂破（かっすいしょう すいれっぱ）
掌打で水を弾いて飛ばす、遠距離攻撃。
3発連続で飛ばす「参撃水裂波（さんげきすいれっぱ）」や
両手で同時に放ち螺旋状に絡ませて飛ばす「剛水裂波（ごうすいれっぱ）」等がある。
波動掌・鎧徹し（はどうしょう よろいとおし）
波動掌・重当て（はどうしょう　かさねあて）
相手の体に手を添え、掌打により相手の体内に流れる血液を通して内部にダメージを与える技。
「鎧徹し」は胸部、「重当て」は受け止めた拳から伝導させる。

## 単行本
1. マグナムの拳 ISBN 4088725123
2. 逆十字軍（ハングド・クロス・アーミー） ISBN 4088725492
3. 烈火 刃 ISBN 4088725980
4. ガンマ＝ハングドクロス ISBN 4088726480
5. 生か死か（デッド オア アライブ）ISBN 4088727061
6. 聖なる地獄の番犬（セントケルベロス）シリウス ISBN 408872755X
7. 強く儚い想い ISBN 408872805X
8. ファランクス クロス ISBN 4088728556
9. 約束のリボン ISBN 408873002X
10. 復讐! 絶斗!! ISBN 4088730968
11. PSY(サイ) ISBN 4088731514
12. 嵐の島 ISBN 4088732197
13. 白狼隊VS.狼組 ISBN 4088732928
14. 嵐の闘い ISBN 4088733339
15. 弱肉強食 ISBN 4088734033
16. ファイナルブレット ISBN 4088734874